# Поляки-Майданы
Поляки-Майданы (также Поляки-Майдан) — село в Сасовском районе Рязанской области России. Входит в состав Трудолюбовского сельского поселения.

## Географическое положение
Село находится в восточной части Сасовского района, в 22 км к востоку от райцентра.
Ближайшие населённые пункты:
- село Ласицы в 5 км к северу по грунтовой дороге;
- село Шевали-Майданы в 5,5 км к северо-востоку по гравийной дороге;
- село Верхне-Никольское в 6,5 км к востоку по асфальтированной дороге;
- деревня Кузьминка в 5 км к югу по грунтовой дороге;
- деревня Новые Выселки в 3 км к юго-востоку по асфальтированной дороге;
- деревня Смирновка в 5 км к северо-западу по грунтовой дороге.

Ближайшая железнодорожная платформа 395 км в 11 км к юго-западу по гравийной и грунтовой дороге.

## Природа
Климат
Климат умеренно континентальный с умеренно жарким летом (средняя температура июля +19 °С) и относительно холодной зимой (средняя температура января −11 °С). Осадков выпадает около 600 мм в год.

#### Гидрография
Находится на ручье без названия — правом притоке речки Лея. Рядом с ручьём находится проточное озеро Морской Глаз, практически круглое, площадью 0,051 км2.

## История

#### Административно-территориальное деление
С 1861 г. село является центром Поляково-Майдановской волости Елатомского уезда Тамбовской губернии.
С 2004 г. и до настоящего времени входит в состав Трудолюбовское сельского поселения.
До этого момента входило в Поляки-Майдановский сельский округ.

#### Варианты написания
- Поляки-Майдан — в ряде источников, а также в разговорной речи. Правильное название Поляки-Майдан.

## Население
| 1764 | 1926  | 1984 | 1989 | 2007 | 2010 |
| ---- | ----- | ---- | ---- | ---- | ---- |
| 200  | ↗1254 | ↘150 | ↘115 | ↘33  | →33  |

## Известные уроженцы
- Пундиков Василий Петрович — Герой Советского Союза.

## Хозяйство

#### Сельское хозяйство
В советский период существовала молочно-товарная ферма.

#### Промышленность
Промышленные предприятия отсутствуют.

## Инфраструктура

#### Транспорт
Связь с райцентром осуществляется пригородным маршрутом № 113 Сасово — Верхне-Никольское. Автобусы малой вместимости (ГАЗель) курсируют круглогодично по данному маршруту раз в неделю, по четвергам. Стоимость проезда до Сасово составляет 40 рублей.

#### Инженерная инфраструктура
Электроэнергию село получает по транзитной ЛЭП 10 кВ от подстанции 35/10 кВ «Рожково», находящейся в селе Демушкино.